# Strozzapreti
Gli strozzapreti sono una famiglia  di differenti tipi di pasta che possono avere forma di cordone ritorto, spaghetto o gnocco, diffusi in diverse regioni italiane.

## Storia
Il nome strozzapreti allude alla proverbiale golosità dei preti. 
Citati più volte nella letteratura romanesca, ad esempio nei Sonetti di Giuseppe Gioachino Belli, gli strozzapreti nascono come pasta da cuocere allora tipica dei giorni di festa o d'uso borghese. Il poeta li descrive come "cannelletti di pasta prosciugata lunghi un pollice, da condire o cuocere col sughillo [sugo di stufato]".

## Tipologie e diffusione territoriale

### Tipologie a pasta corta
- Nella cucina romagnola gli strozzapreti sono corti cordoni ritorti ottenuti a mano da pasta di acqua e farina. Nelle campagne fra Faenza e Lugo sono diffusi gli strozzapreti col nodo, ottenuti annodando ciascuno spezzone di pasta dopo averlo attorcigliato su sé stesso[2] Nella cucina imolese e ravennate tra la fine dell'800 e la metà del '900 gli strozzapreti si definivano "sacerdoti soffocati"[3], terminologia poi scomparsa, ed erano leggermente più grandi.

### Tipologie a pasta lunga
- Nella cucina umbra con il termine strozzapreti o strangozzi si intende una pasta lunga a sezione quadrata fatta di acqua e farina.
- Nella cucina laziale gli strozzapreti sono spaghettoni tirati a mano, fatti solo con acqua e farina di grano tenero. Nella zona di Viterbo, a Fabrica di Roma, vengono chiamati mesatoli. Nella stessa zona, lo stratto è una pasta fatta a mano, tipica del comune di Blera,  condita con i tartufi.
- Nella città dell'Aquila gli strangolapreti sono dei grossi cordoni di pasta di grano duro lunghi circa 20 cm.

### Tipologie a gnocco
- Nella cucina trentina e nella cucina milanese gli strangolapreti sono gnocchi di pane raffermo, spinaci, uova e grana trentino, serviti con burro fuso e salvia. Nella cucina milanese e lariana si aggiunge anche del formaggio morbido.
- Nella cucina napoletana col termine strangulapriévete si designano degli gnocchi semplici, fatti in casa con acqua, farina.
- Nella cucina salentina col termine strangulaprevati si intendono degli gnocchi di patate.
- Nella cucina calabrese gli strangugliapreviti sono gnocchetti di farina e uova; nella tradizione nicastrese sono il piatto del martedì grasso.
- Nella cucina della Corsica il nome "sturzapréti" designa dei piccoli gnocchi fatti con formaggio brocciu e spinaci o cardi.

## Preparazione

### Strozzapreti romagnoli

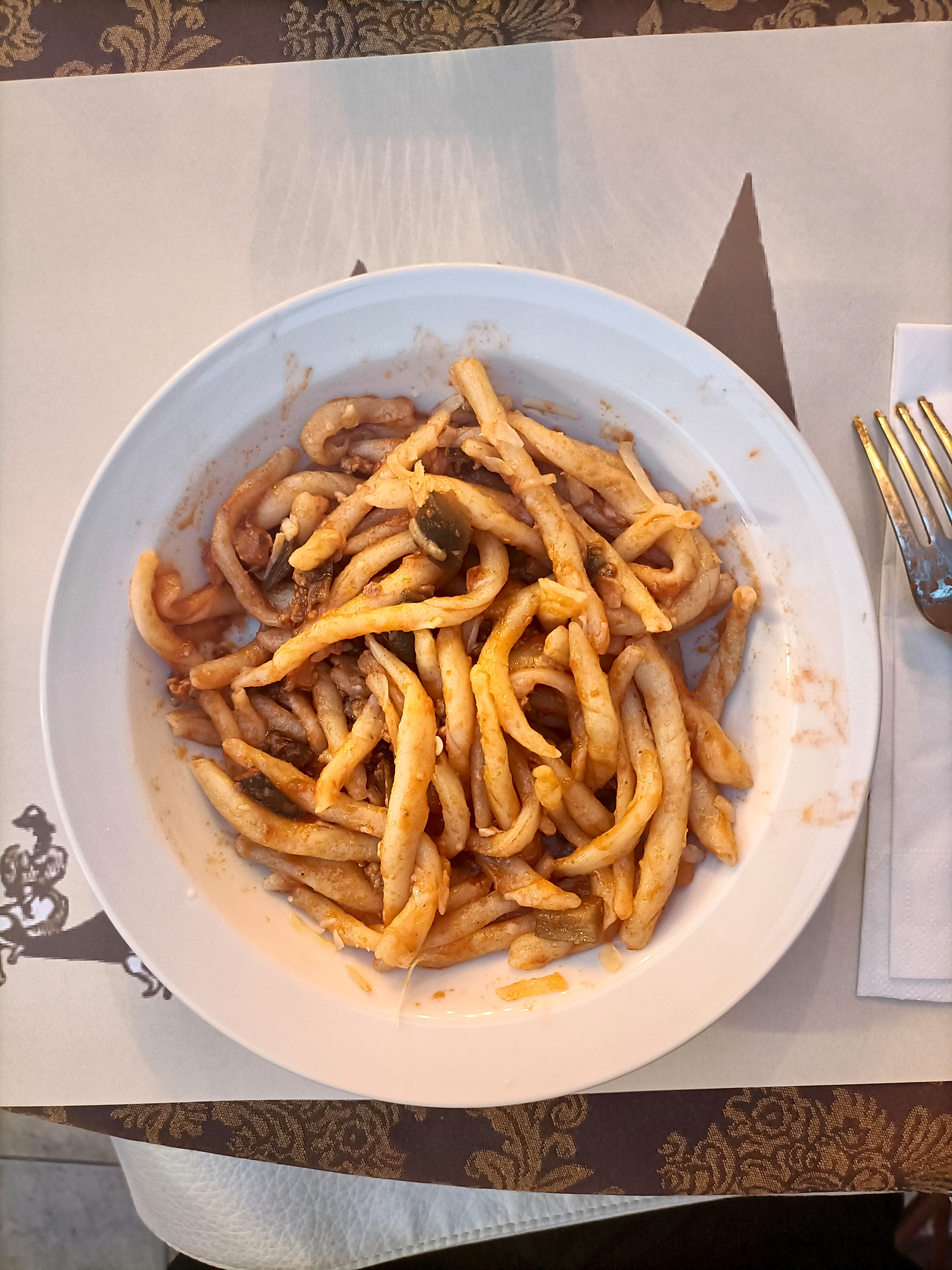
Strozzapreti romagnoli con melanzane e salsiccia

L'impasto, tradizionalmente di farina di grano tenero e acqua ma dalla fine del Novecento si preferisce aggiungere l'uovo, viene stesa con il mattarello piuttosto spessa, poi è tagliata a strisce di circa 1,5 cm di larghezza. Ciascuna striscia viene presa fra i palmi delle mani e attorcigliata su sé stessa, e contemporaneamente divisa in pezzi di 5–7 cm.

## Alimenti simili
Nel suo dizionario delle cucine regionali, Slow Food documenta l'esistenza di un tipo di pasta che prende il nome di strigoli, ottenuti strofinando delle listarelle di impasto di un paio di centimetri.